# Караван-сараи и крытые рынки Хивы
Караван-сараи и крытые рынки (тимы) Хивы стали частью города-заповедника (с 1968 года, см. также Дишан-Кала), а построенные внутри цитадели Ичан-Кала входят с 1990 года в охраняемый памятник Всемирного наследия №543 под эгидой ЮНЕСКО. Судя по археологическим данным, именно караван-сарай, существовавший уже в V—VI вв., как остановка или караван-сарай при колодце Хейвак (Хива-Хейва-Хейвак), на древнем пути из Мерва в Гургандж положил начало средневековой, а затем и современной Хиве. Археологи полагают, что основанием стен Ичан-Кала частично служат остатки древнего фортификационного сооружения вокруг связанные с торговым и административным центром, датируемые пятым веком.
- Тим Алла-Кули-хана — построен в 1835 году Аллакули ханом. Состоит из 2-х больших и 14 малых купольных помещений соединенных арочными проходами с возможностью пройти рынок насквозь с востока на запад.[1]
- Караван сарай Алла-Кули-хана — построен в 1835 году Аллакули ханом. Имеет единственный вход (с таможней) из Тима Алла-Кули-хана и 105 худжр для хранения товаров и остановки гостей. Тим и караван сарай являлись вакфом городской библиотеки - доходы от них шли на покупку и содержание книг, вакуфный документ сохранился в музее Хивы.[2]
- Торговый Дом Палван Кари — построен в 1905 году купцом Палван Кари. Сейчас в здании располагается стационарная выставка «Хорезм за годы независимости».[3]
- Большой крытый рынок находился также в комплексе ворот Палван-Дарваза, построен в 1806 году Мухаммад Рахим-ханом.[4]